# Valtteri Moren
Valtteri Moren (Finlandia, 15 de junio de 1991) es un futbolista finlandés. Su posición es la de defensa y su club es el HJK Helsinki de la Veikkausliiga de Finlandia.

## Estadísticas

### Clubes
Actualizado al último partido jugado el 23 de abril de 2022.
| Klubi-04 · Finlandia | 2.ª           | 2009          | 3   | 0 | -  | - | -  | - | 3   | 0  | 0    |
| Klubi-04 · Finlandia | 2.ª           | 2010          | 22  | 1 | -  | - | -  | - | 22  | 1  | 0.05 |
| Klubi-04 · Finlandia | 3.ª           | 2011          | 3   | 0 | -  | - | -  | - | 3   | 0  | 0    |
| Klubi-04 · Finlandia | 3.ª           | 2012          | 8   | 1 | -  | - | -  | - | 8   | 1  | 0.13 |
| HJK Helsinki · Finlandia | 1.ª           | 2010          | 2   | 0 | 3  | 0 | -  | - | 5   | 0  | 0    |
| HJK Helsinki · Finlandia | 1.ª           | 2011          | 6   | 0 | 4  | 2 | 2  | 0 | 12  | 2  | 0.17 |
| HJK Helsinki · Finlandia | 1.ª           | 2012          | 7   | 1 | 1  | 0 | 1  | 0 | 9   | 1  | 0.11 |
| HJK Helsinki · Finlandia | 1.ª           | 2013          | 27  | 4 | 6  | 0 | 2  | 0 | 35  | 4  | 0.11 |
| HJK Helsinki · Finlandia | 1.ª           | 2014          | 25  | 0 | 6  | 0 | 10 | 2 | 41  | 2  | 0.05 |
| HJK Helsinki · Finlandia | 1.ª           | 2015          | 12  | 0 | 4  | 0 | 2  | 0 | 18  | 0  | 0    |
| Waasland-Beveren · Bélgica | 1.ª           | 2015-16       | 14  | 0 | 2  | 0 | -  | - | 16  | 0  | 0    |
| Waasland-Beveren · Bélgica | 1.ª           | 2016-17       | 20  | 1 | 2  | 0 | -  | - | 22  | 1  | 0.05 |
| Waasland-Beveren · Bélgica | 1.ª           | 2017-18       | 16  | 0 | 1  | 0 | -  | - | 17  | 0  | 0    |
| Waasland-Beveren · Bélgica | 1.ª           | 2018-19       | 21  | 0 | 1  | 0 | -  | - | 22  | 0  | 0    |
| Waasland-Beveren · Bélgica | 1.ª           | 2019-20       | 5   | 0 | 1  | 0 | -  | - | 6   | 0  | 0    |
| Waasland-Beveren · Bélgica | Total         | Total         | 76  | 1 | 7  | 0 | 0  | 0 | 83  | 1  | 0.01 |
| Klubi-04 · Finlandia | 3.ª           | 2020          | 2   | 0 | -  | - | -  | - | 2   | 0  | 0    |
| Klubi-04 · Finlandia | Total         | Total         | 38  | 2 | 0  | 0 | 0  | 0 | 38  | 2  | 0.05 |
| HJK Helsinki · Finlandia | 1.ª           | 2020          | 10  | 0 | 1  | 0 | -  | - | 11  | 0  | 0    |
| HJK Helsinki · Finlandia | 1.ª           | 2021          | 23  | 1 | 3  | 0 | 14 | 0 | 40  | 1  | 0,03 |
| HJK Helsinki · Finlandia | 1.ª           | 2022          | 4   | 0 | 4  | 0 | -  | - | 8   | 0  | 0    |
| HJK Helsinki · Finlandia | Total         | Total         | 115 | 6 | 33 | 2 | 33 | 2 | 181 | 10 | 0.07 |
| Total carrera | Total carrera | Total carrera | 230 | 9 | 39 | 2 | 33 | 2 | 302 | 13 | 0.05 |
| (1) Incluye datos de la Copa de la Liga de Finlandia, Copa de Finlandia y Copa de Bélgica. (2) Incluye datos de Liga de Campeones de la UEFA y Liga Europa de la UEFA. (3) No incluye goles en partidos amistosos. |               |               |     |   |    |   |    |   |     |    |      |

## Palmarés

### Títulos nacionales
| Título                       | Club         | País      | Año  |
| ---------------------------- | ------------ | --------- | ---- |
| Veikkausliiga                | HJK Helsinki | Finlandia | 2010 |
| Copa de Finlandia            | HJK Helsinki | Finlandia | 2011 |
| Veikkausliiga                | HJK Helsinki | Finlandia | 2011 |
| Veikkausliiga                | HJK Helsinki | Finlandia | 2012 |
| Veikkausliiga                | HJK Helsinki | Finlandia | 2013 |
| Copa de Finlandia            | HJK Helsinki | Finlandia | 2014 |
| Veikkausliiga                | HJK Helsinki | Finlandia | 2014 |
| Copa de la Liga de Finlandia | HJK Helsinki | Finlandia | 2015 |
| Copa de Finlandia            | HJK Helsinki | Finlandia | 2020 |
| Veikkausliiga                | HJK Helsinki | Finlandia | 2020 |
| Veikkausliiga                | HJK Helsinki | Finlandia | 2021 |
| Veikkausliiga                | HJK Helsinki | Finlandia | 2022 |
| Copa de la Liga de Finlandia | HJK Helsinki | Finlandia | 2023 |
| Veikkausliiga                | HJK Helsinki | Finlandia | 2023 |